# Katechizm
Katechizm (gr. κατηχητικός, katēchētikós – nauczanie) – dokument wykładający doktrynę wyznania religijnego, zwłaszcza chrześcijańskiego; podstawa katechezy.
Najstarszym tekstem zaliczanym do katechizmów jest Didache z II wieku. Od tego czasu swoje katechizmy wydały m.in. Kościół katolicki, Kościoły prawosławne i luterańskie.

## Katechizmy katolickie
Kalendarium:
- 1553: kardynał Stanisław Hozjusz wydaje pierwszy katechizm w Polsce.
- 1566: ukazuje się Katechizm Rzymski, opracowany w latach 1562–1566 na polecenie soboru trydenckiego, uznawany za wzorcowy[1].
- 1597: swój katechizm wydaje Roberto Bellarmino, późniejszy kardynał.
- 1908: zostaje wydany włoskojęzyczny Katechizm Św. Piusa X – adresowany do wszystkich ludzi, także prostych, bardzo popularny ze względu na swoją jasność i zwięzłość[potrzebny przypis].
- 1966: w Utrechcie zostaje opublikowany Katechizm Holenderski – pierwszy od czasu soboru watykańskiego II, zredagowany i zaaprobowany przez holenderskich biskupów.
- 1998: Stolica Apostolska ogłasza Katechizm Kościoła Katolickiego w wersji łacińskiej, zwany editio typica. Stanowi on oficjalną wykładnię wiary – w tym moralności – Kościoła katolickiego.
- 2018: Papież Franciszek zmienia fragment Katechizmu dotyczący kary śmierci – uznaje ją za niedopuszczalną[3].